# Décès en octobre 2021
Décès
- 2017
- 2018
- 2019
- 2020
- 2021
- 2022
- 2023
- 2024
- 2025

Pour une information complémentaire, voir la page d'aide.

| Date        | Nom                      | Activités | Âge |
| ----------- | ------------------------ | --- | --- |
| 1er octobre | Earle Wells              | Skipper néo-zélandais, champion olympique aux Jeux olympiques d'été de 1964.                                                           | 87  |
| 2 octobre   | Anouman Brou Félix       | Musicien ivoirien. | 86  |
| 2 octobre   | Benedita Barata da Rocha | Immunologiste portugaise. | 72  |
| 2 octobre   | Anthony Downs            | Économiste américain. | 90  |
| 2 octobre   | Richard Evans            | Acteur américain. | 86  |
| 2 octobre   | Michel Fernex            | Médecin et professeur d'université suisse.                                                                                             | 92  |
| 2 octobre   | Ioánnis Paleokrassás     | Homme politique grec. | 87  |
| 2 octobre   | Franciszek Surmiński     | Cycliste sur route polonais. | 86  |
| 2 octobre   | Michel Tubiana           | Avocat français. | 68  |
| 3 octobre   | Todd Akin                | Homme politique américain. | 74  |
| 3 octobre   | Luis Belló               | Footballeur espagnol devenu entraîneur.                                                                                                | 92  |
| 3 octobre   | Antonio Debenedetti      | Écrivain italien. | 84  |
| 3 octobre   | Josep Maria Forn         | Réalisateur, scénariste, producteur et acteur espagnol.                                                                                | 93  |
| 3 octobre   | José Lamadrid            | Joueur de football international mexicain.                                                                                             | 91  |
| 3 octobre   | Ivan Loubennikov         | Peintre soviétique puis russe. | 70  |
| 3 octobre   | Maurice Malleret         | Écrivain et poète français. | 90  |
| 3 octobre   | Jorge Medina Estévez     | Cardinal chilien. | 94  |
| 3 octobre   | Neal Sher                | Avocat et chasseur de nazis américain.                                                                                                 | 74  |
| 3 octobre   | Bernard Tapie            | Homme d'affaires et homme politique français.                                                                                          | 78  |
| 3 octobre   | Lars Vilks               | Artiste et historien de l'art suédois.                                                                                                 | 75  |
| 4 octobre   | Roger Stuart Bacon       | Homme politique canadien. | 95  |
| 4 octobre   | Mohamed Ali Bouleymane   | Homme politique tunisien. | 79  |
| 4 octobre   | Sergey Danilin           | Lugeur soviétique puis russe, médaillé d'argent aux Jeux olympiques d'hiver de 1984.                                                   | 61  |
| 4 octobre   | Vonick Laubreton         | Peintre français. | 84  |
| 4 octobre   | Philippe Levillain       | Historien et professeur français. | 80  |
| 4 octobre   | Zbigniew Pacelt          | Pentathlonien et nageur polonais. | 70  |
| 4 octobre   | Valeriy Pidluzhny        | Athlète de saut en longueur soviétique puis ukrainien, médaillé de bronze aux Jeux olympiques d'été de 1980.                           | 69  |
| 4 octobre   | Eddie Robinson           | Joueur de baseball américain. | 100 |
| 5 octobre   | Robert Hosp              | Footballeur suisse. | 81  |
| 5 octobre   | Pierre Légaré            | Humoriste canadien. | 72  |
| 5 octobre   | Budge Patty              | Joueur de tennis américain. | 97  |
| 5 octobre   | Barney Platts-Mills      | Réalisateur, scénariste et producteur de cinéma britannique.                                                                           | 76  |
| 5 octobre   | Jerry Shipp              | Joueur américain de basket-ball, champion olympique aux Jeux olympiques d'été de 1964.                                                 | 86  |
| 5 octobre   | Jules Théobald           | Doyen masculin des Français. | 112 |
| 6 octobre   | Patrick Horgan           | Acteur britannique. | 92  |
| 6 octobre   | Luisa Mattioli           | Actrice italienne. | 85  |
| 6 octobre   | Matti Puhakka            | Homme politique finlandais. | 76  |
| 6 octobre   | Martin J. Sherwin        | Historien et écrivain américain. | 84  |
| 6 octobre   | Viguen Tchitetchian      | Homme politique diplomate soviétique puis arménien.                                                                                    | 80  |
| 7 octobre   | James Brokenshire        | Homme politique britannique. | 53  |
| 7 octobre   | Jean-Daniel Flaysakier   | Médecin et journaliste français. | 70  |
| 7 octobre   | Étienne Mougeotte        | Dirigeant de médias et journaliste français.                                                                                           | 81  |
| 7 octobre   | Eva Rönström             | Gymnaste artistique suédoise, médaillée d'argent aux Jeux olympiques d'été de 1956.                                                    | 88  |
| 7 octobre   | Ronald S. Stroud         | Archéologue, historien, professeur d'université et épigraphiste canadien.                                                              | 88  |
| 7 octobre   | Myriam Sarachik          | Physicienne américaine. | 88  |
| 8 octobre   | Otto Bernhardt           | Homme politique allemand. | 79  |
| 8 octobre   | Rabah Driassa            | Peintre, auteur et compositeur algérien.                                                                                               | 87  |
| 8 octobre   | Petru Guelfucci          | Chanteur français. | 66  |
| 8 octobre   | Henri Mitterand          | Universitaire, auteur et critique français.                                                                                            | 93  |
| 8 octobre   | Raymond T. Odierno       | Général américain. | 67  |
| 8 octobre   | Grigori Sanakoïev        | Grand maître du jeu d'échecs par correspondance soviétique puis russe.                                                                 | 80  |
| 8 octobre   | Sandra Scarr             | Psychologue et généticienne américaine.                                                                                                | 85  |
| 8 octobre   | Sanpei Shirato           | Scénariste et dessinateur de mangas japonais.                                                                                          | 89  |
| 9 octobre   | Abolhassan Bani Sadr     | Homme politique iranien. | 88  |
| 9 octobre   | Keitaro Hoshino          | Boxeur japonais. | 52  |
| 9 octobre   | Pierre Pinoncelli        | Peintre et plasticien français. | 92  |
| 9 octobre   | Gilbert Py               | Ténor français. | 87  |
| 10 octobre  | Granville Adams          | Acteur américain. | 58  |
| 10 octobre  | Beat Arnold              | Homme politique suisse. | 43  |
| 10 octobre  | Alban Bensa              | Anthropologue français. | 73  |
| 10 octobre  | Abdul Qadeer Khan        | Ingénieur et physicien pakistanais. | 85  |
| 10 octobre  | Tássos Kourákis          | Généticien et homme politique grec. | 73  |
| 10 octobre  | Louis Outhier            | Chef cuisinier français. | 90  |
| 10 octobre  | Luis de Pablo            | Compositeur espagnol. | 91  |
| 10 octobre  | Ruthie Tompson           | Cinéaste et supercentenaire américaine.                                                                                                | 111 |
| 11 octobre  | Emiliano Aguirre         | Paléontologue espagnol. | 96  |
| 11 octobre  | Lukas David              | Violoniste autrichien. | 87  |
| 11 octobre  | Tony DeMarco             | Boxeur américain. | 89  |
| 11 octobre  | Deon Estus               | Auteur-compositeur-interprète et bassiste américain.                                                                                   | 65  |
| 11 octobre  | Olav Nilsen              | Footballeur norvégien. | 79  |
| 11 octobre  | Elio Pandolfi            | Acteur, chanteur et doubleur italien.                                                                                                  | 95  |
| 12 octobre  | Raúl Isaías Baduel       | Général et homme politique vénézuélien.                                                                                                | 66  |
| 12 octobre  | René Basset              | Photographe français. | 102 |
| 12 octobre  | Dragutin Čermak          | Basketteur et ensuite entraîneur yougoslave puis serbe, médaillé d'argent aux Jeux olympiques d'été de 1968.                           | 77  |
| 12 octobre  | Hubert Germain           | Résistant et homme politique français, dernier Compagnon de la Libération.                                                             | 101 |
| 12 octobre  | Ludwig Haas              | Acteur allemand. | 88  |
| 12 octobre  | Roy Horan                | Acteur américain. | 71  |
| 12 octobre  | Paddy Moloney            | Chanteur irlandais. | 83  |
| 12 octobre  | Chie Nakane              | Anthropologue japonaise. | 94  |
| 12 octobre  | Julija Nikolić           | Handballeuse ukrainienne puis macédonienne.                                                                                            | 38  |
| 12 octobre  | Laurent Wetzel           | Universitaire, homme politique et essayiste français.                                                                                  | 71  |
| 12 octobre  | Michel Étiévent          | Journaliste et historien français. | 74  |
| 13 octobre  | Ray Fosse                | Receveur de baseball américain. | 74  |
| 13 octobre  | Andrea Haugen            | Musicienne et écrivaine allemande. | 52  |
| 13 octobre  | Emmanuel de La Taille    | Journaliste et producteur de télévision français.                                                                                      | 89  |
| 13 octobre  | Norm Provan              | Joueur puis entraîneur australien de rugby à XIII.                                                                                     | 89  |
| 13 octobre  | Agnes Tirop              | Athlète de fond kényane. | 25  |
| 14 octobre  | Susagna Arasanz          | Femme politique andorrane. | 60  |
| 14 octobre  | Lee Wan-koo              | Homme d'État sud-coréen. | 71  |
| 14 octobre  | Joseph Koto              | Footballeur international sénégalais.                                                                                                  | 61  |
| 14 octobre  | Mayumi Moriyama          | Femme politique japonaise. | 93  |
| 14 octobre  | Raymond Setlakwe         | Avocat, entrepreneur et homme politique canadien.                                                                                      | 93  |
| 15 octobre  | David Amess              | Homme politique britannique. | 69  |
| 15 octobre  | Dan Benishek             | Homme politique américain. | 69  |
| 15 octobre  | Leo Boivin               | Hockeyeur sur glace canadien. | 90  |
| 15 octobre  | Joanna Cameron           | Actrice et mannequin américaine. | 73  |
| 15 octobre  | André Cognat             | Ethnologue français. | 83  |
| 15 octobre  | Alfredo López Austin     | Historien mexicain. | 85  |
| 15 octobre  | Mario Andrea Rigoni      | Écrivain Italien. | 73  |
| 15 octobre  | Reinhold Roth            | Pilote de moto allemand. | 68  |
| 15 octobre  | Michel de Roy            | Écrivain français. | 72  |
| 15 octobre  | Vano Siradeghian         | Homme politique arménien. | 74  |
| 15 octobre  | Pornsak Songsaeng        | Chanteur de pop, de luk thung et de mor lam thaïlandais.                                                                               | 60  |
| 15 octobre  | Masten Wanjala           | Tueur en série kényan. | 20  |
| 15 octobre  | Miguel de Oliveira       | Boxeur brésilien. | 74  |
| 16 octobre  | Felipe Cazals            | Réalisateur, scénariste, producteur, acteur, directeur de la photographie et monteur mexicain.                                         | 84  |
| 16 octobre  | Betty Lynn               | Actrice américaine. | 95  |
| 16 octobre  | Máire Mhac an tSaoi      | Poète et écrivaine irlandaise. | 99  |
| 16 octobre  | Achille Perilli          | Artiste peintre italien. | 94  |
| 16 octobre  | Jean Rochon              | Médecin, professeur et homme politique canadien.                                                                                       | 83  |
| 17 octobre  | Ahmad Shah Ahmadzai      | Homme politique afghan. | 77  |
| 17 octobre  | Anders Bodelsen          | Écrivain, journaliste et scénariste danois.                                                                                            | 84  |
| 17 octobre  | Nina Gruzintseva         | Kayakiste soviétique puis russe. | 87  |
| 17 octobre  | Karl-Hermann Steinberg   | Homme politique est-allemand puis allemand.                                                                                            | 80  |
| 17 octobre  | Léon Vandermeersch       | Sinologue français. | 93  |
| 17 octobre  | Robin Wood               | Scénariste de bande dessinée paraguayen.                                                                                               | 77  |
| 18 octobre  | Jack Angel               | Acteur américain. | 90  |
| 18 octobre  | Val Bisoglio             | Acteur américain. | 95  |
| 18 octobre  | Ralph Carmichael         | Compositeur américain. | 94  |
| 18 octobre  | Franco Cerri             | Guitariste et contrebassiste italien.                                                                                                  | 95  |
| 18 octobre  | Jo-Carroll Dennison      | Actrice américaine. | 97  |
| 18 octobre  | Edita Gruberová          | Soprano slovaque. | 74  |
| 18 octobre  | Philippe Hadengue        | Artiste peintre et écrivain français.                                                                                                  | 89  |
| 18 octobre  | Willy Kemp               | Cycliste sur route luxembourgeois. | 95  |
| 18 octobre  | János Kornai             | Économiste hongrois. | 93  |
| 18 octobre  | Werner Lambersy          | Poète belge. | 79  |
| 18 octobre  | William Lucking          | Acteur américain. | 80  |
| 18 octobre  | Miguel Palmer            | Acteur mexicain. | 78  |
| 18 octobre  | Colin Powell             | Général et homme politique américain.                                                                                                  | 84  |
| 19 octobre  | Abdelouahed Belkeziz     | Homme politique marocain. | 82  |
| 19 octobre  | Leslie Bricusse          | Parolier et compositeur britannique.                                                                                                   | 90  |
| 19 octobre  | Michel Degand            | Peintre, sculpteur et cartonnier français.                                                                                             | 86  |
| 19 octobre  | Pierre Kerkhoffs         | Joueur néerlandais de football. | 85  |
| 19 octobre  | Michel Nadeau            | Administrateur canadien. | 74  |
| 19 octobre  | Bernard Tiphaine         | Acteur français. | 83  |
| 20 octobre  | Mihály Csíkszentmihályi  | Psychologue hongrois. | 87  |
| 20 octobre  | Hans Haselböck           | Organiste autrichien. | 93  |
| 20 octobre  | Michael Laughlin         | Réalisateur, producteur et scénariste américain.                                                                                       | 82  |
| 20 octobre  | Dragan Pantelić          | Footballeur yougoslave puis serbe. | 69  |
| 21 octobre  | George Butler            | Producteur de cinéma, réalisateur et scénariste britannique.                                                                           | 78  |
| 21 octobre  | William Conway           | Zoologiste et ornithologue américain.                                                                                                  | 91  |
| 21 octobre  | Einár                    | Rappeur et auteur-compositeur suédois.                                                                                                 | 19  |
| 21 octobre  | Bernard Haitink          | Chef d'orchestre néerlandais. | 92  |
| 21 octobre  | Martha Henry             | Actrice canadienne. | 83  |
| 21 octobre  | Halyna Hutchins          | Directrice de la photographie ukrainienne.                                                                                             | 42  |
| 21 octobre  | Michihiko Kano           | Homme politique japonais. | 79  |
| 21 octobre  | Jaber Al Mahjoub         | Peintre et sculpteur franco-tunisien.                                                                                                  | 83  |
| 21 octobre  | Jean Verdun              | Écrivain français. | 90  |
| 21 octobre  | Arlette Vincent          | Animatrice de télévision belge. | 89  |
| 22 octobre  | Álex Quiñónez            | Athlète de sprint équatorien. | 32  |
| 22 octobre  | Peter Scolari            | Acteur américain. | 66  |
| 22 octobre  | Vyacheslav Vedenin       | Fondeur soviétique puis russe, médaillé d'argent aux Jeux de 1968 puis double champion olympique et médaillé de bronze à ceux de 1972. | 80  |
| 22 octobre  | Udo Zimmermann           | Musicien et compositeur allemand. | 78  |
| 23 octobre  | Marcel Bluwal            | Réalisateur et metteur en scène français.                                                                                              | 96  |
| 23 octobre  | Fabrizio Calvi           | Journaliste d'investigation, écrivain et cinéaste documentariste français.                                                             | 67  |
| 23 octobre  | Abdelbaki Hermassi       | Homme politique et sociologue tunisien.                                                                                                | 83  |
| 23 octobre  | Alexandre Rogojkine      | Réalisateur soviétique puis russe. | 72  |
| 23 octobre  | Cyrille Tahay            | Homme politique belge. | 82  |
| 23 octobre  | Sirkka Turkka            | Écrivain finlandais. | 82  |
| 24 octobre  | James Michael Tyler      | Acteur américain. | 59  |
| 24 octobre  | Erna de Vries            | Survivante et témoin de l'Holocauste allemande.                                                                                        | 98  |
| 25 octobre  | Abdelmajid Chaker        | Homme politique tunisien. | 94  |
| 25 octobre  | Willie Cobbs             | Chanteur-harmoniciste-guitariste de blues américain.                                                                                   | 89  |
| 25 octobre  | Fófi Gennimatá           | Femme politique grecque. | 56  |
| 25 octobre  | Jean-Claude Guibal       | Homme politique français. | 80  |
| 25 octobre  | Manuel Joseph            | Écrivain français. | 56  |
| 25 octobre  | Julius Natterer          | Ingénieur allemand. | 82  |
| 25 octobre  | Aleksandar Shalamanov    | Footballeur bulgare. | 80  |
| 26 octobre  | Gilberto Braga           | Scénariste brésilien. | 75  |
| 26 octobre  | Linda Carlson            | Actrice américaine. | 76  |
| 26 octobre  | Umberto Colombo          | Footballeur italien. | 88  |
| 26 octobre  | Ginette Fauquet          | Poétesse, écrivaine et sage-femme française.                                                                                           | 91  |
| 26 octobre  | Tiemen Groen             | Coureur cycliste néerlandais. | 75  |
| 26 octobre  | Ludovica Modugno         | Actrice italienne. | 72  |
| 26 octobre  | Roh Tae-woo              | Général et homme d'État sud-coréen. | 88  |
| 26 octobre  | Uri Rubin                | Orientaliste et professeur d'université israélien.                                                                                     | 77  |
| 26 octobre  | Mort Sahl                | Acteur américain. | 94  |
| 26 octobre  | Walter Smith             | Footballeur britannique | 73  |
| 27 octobre  | Sandy Carmichael         | Joueur britannique de rugby à XV. | 77  |
| 27 octobre  | Bob Ferry                | Joueur puis dirigeant américain de basket-ball.                                                                                        | 84  |
| 27 octobre  | Jacek Niedźwiedzki       | Joueur de tennis polonais. | 70  |
| 27 octobre  | Wakefield Poole          | Danseur, chorégraphe et réalisateur américain.                                                                                         | 85  |
| 28 octobre  | Ali Baghbanbashi         | Athlète de fond iranien. | 97  |
| 28 octobre  | Raymond Guy LeBlanc      | Poète et musicien canadien. | 76  |
| 28 octobre  | Camille Saviola          | Actrice américaine. | 71  |
| 28 octobre  | Miklós Zelei             | Poète, écrivain et journaliste hongrois.                                                                                               | 72  |
| 29 octobre  | Mehdi Cerbah             | Footballeur algérien. | 68  |
| 29 octobre  | Clément Mouamba          | Homme d'État congolais. | 77  |
| 29 octobre  | Puneeth Rajkumar         | Acteur, producteur et chanteur indien.                                                                                                 | 46  |
| 30 octobre  | Pepi Bader               | Bobeur allemand, double médaillé d'argent aux Jeux olympiques d'hiver de 1968 et de 1972.                                              | 80  |
| 30 octobre  | Alan Davidson            | Joueur de cricket australien. | 92  |
| 30 octobre  | René Donoyan             | Footballeur français. | 81  |
| 30 octobre  | Tony Featherstone        | Joueur canadien de hockey sur glace.                                                                                                   | 72  |
| 30 octobre  | Jacques Le Gall          | Résistant français. | 100 |
| 30 octobre  | Viacheslav Khrynin       | Basketteur soviétique puis russe, médaillé d'argent aux Jeux olympiques d'été de 1964.                                                 | 84  |
| 30 octobre  | Igor Kirillov            | Animateur de télévision et de radio soviétique puis russe.                                                                             | 89  |
| 30 octobre  | Francisco Ou             | Diplomate et homme politique taïwanais.                                                                                                | 81  |
| 30 octobre  | Justus Rosenberg         | Résistant et acteur polonais. | 100 |
| 30 octobre  | Nessim Sibony            | Mathématicien français. | 74  |
| 30 octobre  | Bernardo Tengarrinha     | Footballeur portugais. | 32  |
| 30 octobre  | Basílio do Nascimento    | Évêque est-timorais. | 71  |
| 31 octobre  | Doğan Akhanlı            | Écrivain turc. | 64  |
| 31 octobre  | Jean-Marie Chevalier     | Économiste français. | 80  |
| 31 octobre  | Michel Robidoux          | Musicien canadien. | 78  |
| 31 octobre  | Dean Shek                | Acteur, producteur, réalisateur et scénariste hongkongais.                                                                             | 71  |
| 31 octobre  | Antonia Terzi            | Ingénieure italienne. | 50  |
| 31 octobre  | Catherine Tizard         | Femme d'État néo-zélandaise. | 90  |
| 31 octobre  | Włodzimierz Trams        | Basketteur polonais. | 77  |